# Valverde (apellido)
Valverde es un apellido histórico castellano.

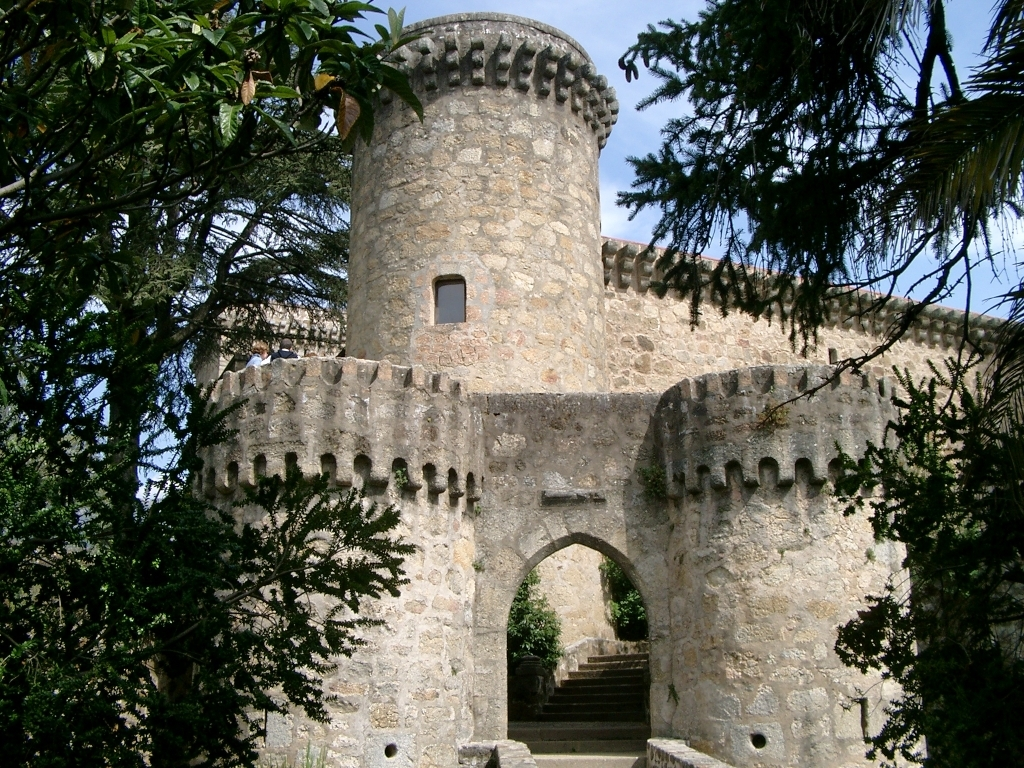
Castillo de los condes de Oropesa, Jarandilla (Cáceres).

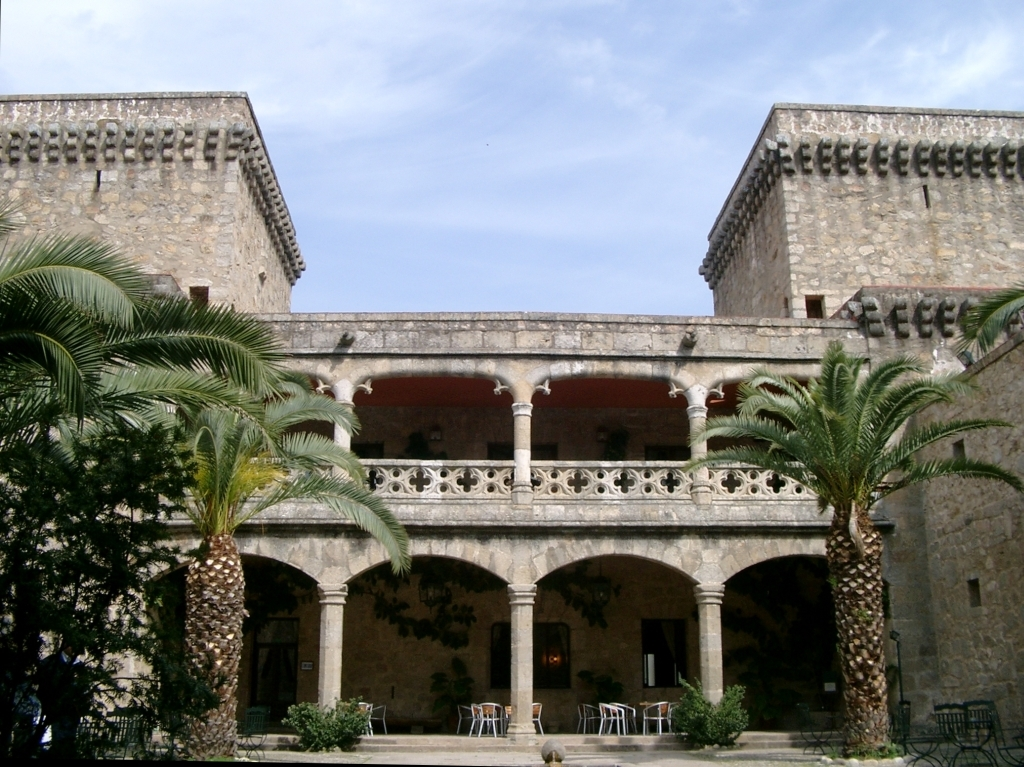
Palacio de los condes de Oropesa.

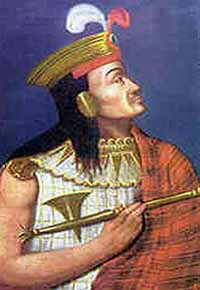
Emperador Inca Atahualpa.

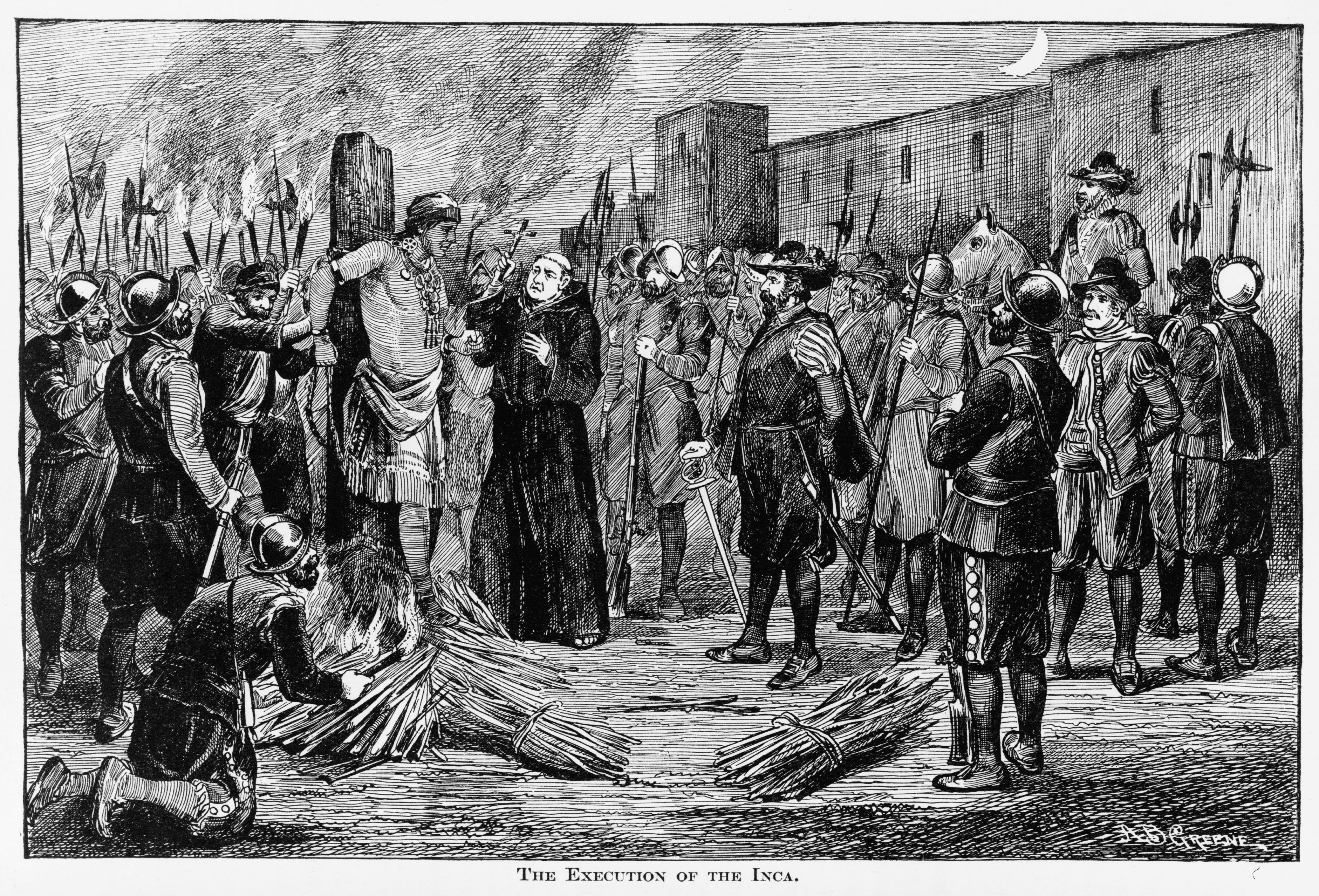
Fray Vicente de Valverde, bautizando al emperador Atahualpa, antes de ser ajusticiado por el asesinato de su hermano Huascar.

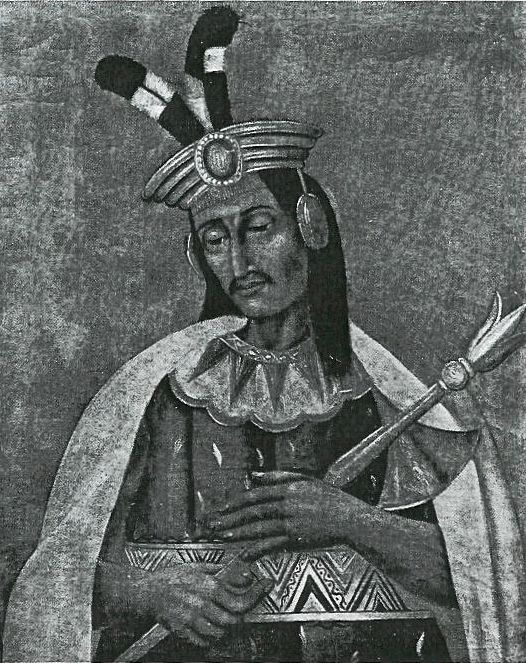
Inca Huascar,hermano de Atahualpa.

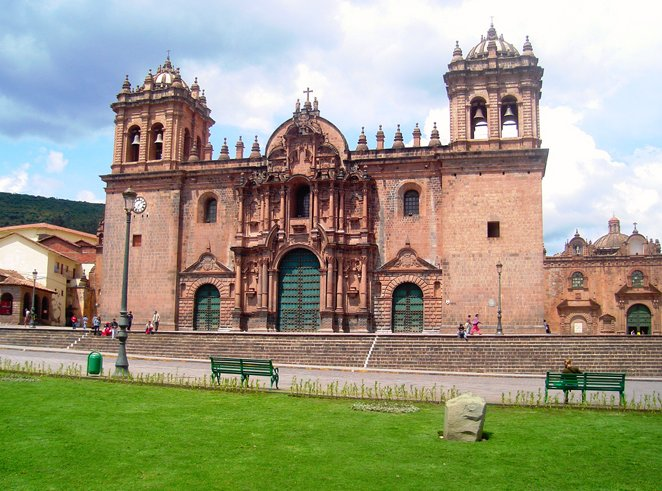
Catedral de Cuzco, construida en 1537 como sede del primer Obispo, Fray Vicente de Valverde.

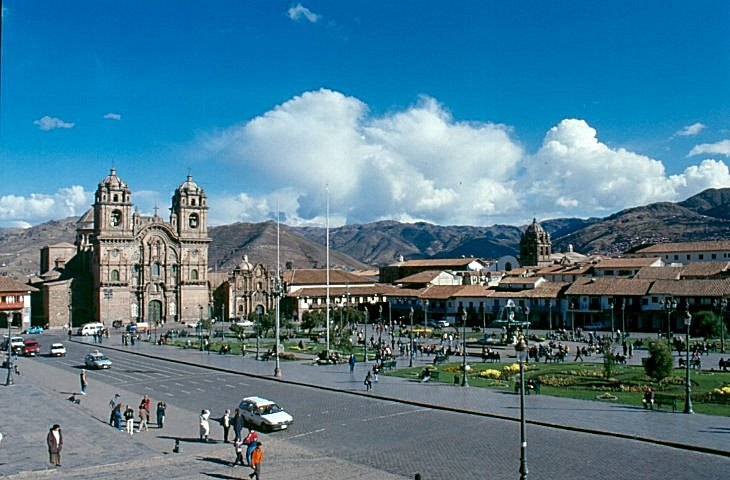
Los Valverde, fueron la primera nobleza titulada de Cuzco. Plaza de Armas de Cuzco, Perú.

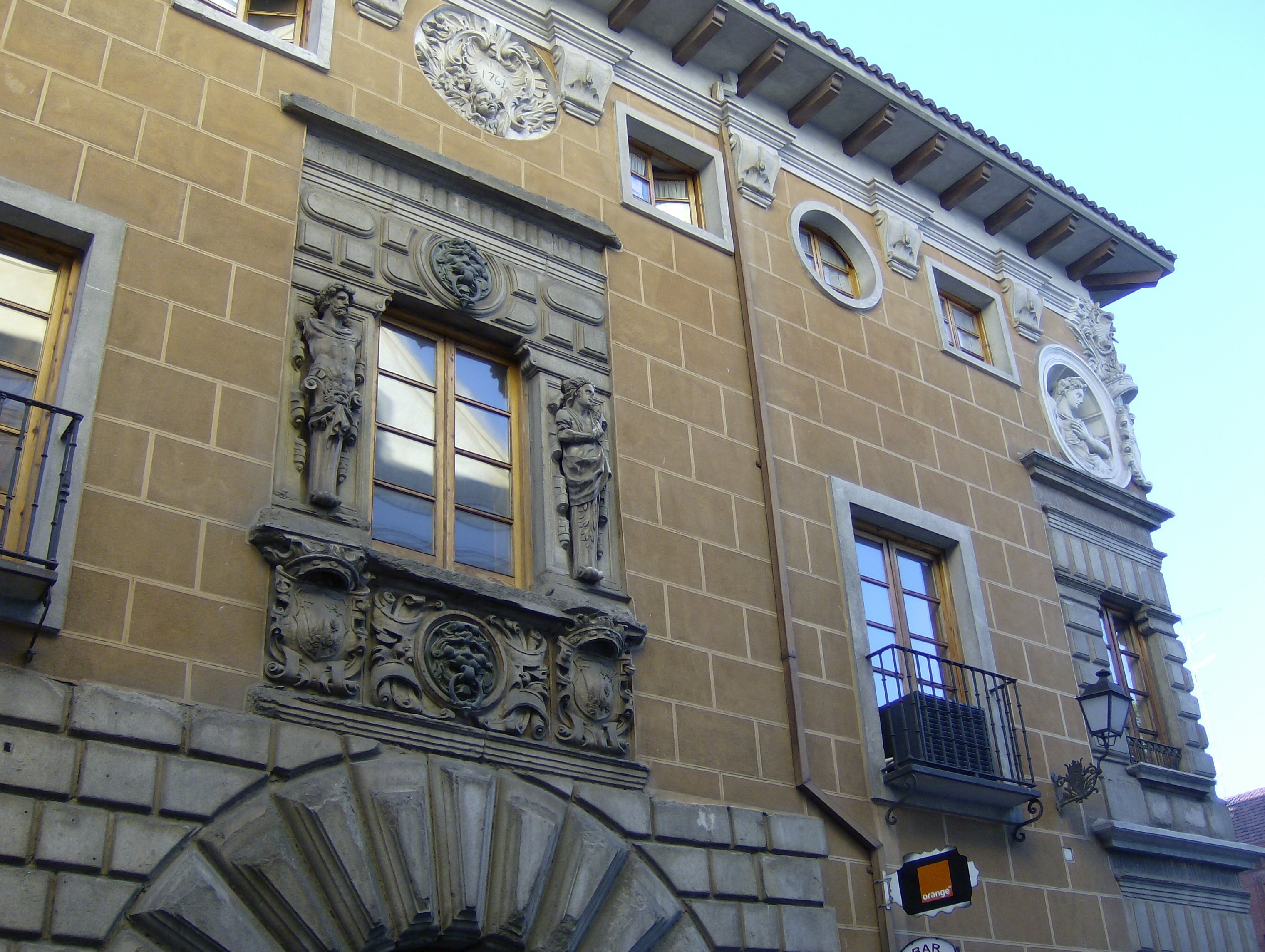
Palacio de los Valverde, en Valladolid, (España).

## Orígenes
Juan de Valverde y Pizarro llegó a Trujillo del Perú en 1538. Este Juan fue primo del Conquistador Francisco Pizarro. Nació en Trujillo España. Viajó al Perú en compañía del Obispo Valverde primer obispo de la América del Sur. De Juan de Valverde y Pizarro descendieron los Marqueses de Herrera y Vallehermoso. Su hermana casó con el fundador de Trujillo del Perú  apellidado Mora.

### Elenco de Grandezas y Títulos del Reino
La Casa originaria de los caballeros de este apellido, está en Treviño (Burgos), cerca de la ciudad de Vitoria, junto a un lugar llamado Morasa.
El primer Valverde del que se tiene noticia documentada, fue Ruy Sebastián Valverde, (posiblemente primer señor de Castellanos), enterrado en el Monasterio de San Pedro de Eslonza, a unas leguas de la ciudad de León.
Es uno de los apellidos más antiguos y nobles de España, gozando a lo largo de la historia de numerosas dignidades y títulos nobiliarios (ver «Elenco de Grandezas y Títulos del Reino», publicado por el instituto Salazar y Castro). Así lo atestiguan historiadores de probada relevancia, como el cronista José Pellicer de Ossau Salas y Tovar.
Cuando los caballeros de esta Casa se desplazaron, hacia el centro y sur de la península, fundando nuevos pueblos y señoríos, siempre aportaron sus cédulas de nobleza e hidalguía, como así consta en la Real Chancillería de Valladolid y en la Real Chancillería de Granada,estando documentado en el "Nobiliario de los Reinos y Señoríos de España", de Francisco Piferrer y "Linajes Nobles de España" de Juan José Vilar y Psayla. Los Valverde se extendieron por toda la península ibérica, emparentando con la nobleza titulada, como los condes de Oropesa, en Castilla y León, y con importantes familias hidalgas, como la de Francisco Pizarro, en Extremadura.

## Edad Media
Es, principalmente, durante la Edad Media, cuando los caballeros de este linaje, siempre al servicio del rey de Castilla, se extienden por toda la península, fundando nuevos pueblos y villas, dándoles en muchos casos el nombre de su apellido, como por ejemplo Valverde de Llerena, fundada por el hidalgo Rodrigo de Valverde en 1240, caballero que fue de la Orden de Santiago y comendador de Valez. 
En el siglo XIV, Fernán Gutiérrez de Valverde (1368-1380), IX señor de Castellanos, de Alburquerque y de Trujillo y Alcáide de Alburquerque, emparentó con la Casa Real de Castilla, al casar con Mahalda de la Cerda (n. c. 1370), hija,legitima o bastarda, de Alfonso Fernández de la Cerda, hijo de Fernando Alfonso de la Cerda y de Elvira de Ayala y bisnieto bastardo del infante Fernando de la Cerda (1255-1275), quien a su vez era el hijo primogénito del rey Alfonso el Sabio.
Fernán Gutiérrez de Valverde y su esposa Mafalda de la Cerda, tuvieron por hijas a María Gutiérrez de la Cerda, que casó con Gonzalo Porcallo Morán, quienes a su vez fueron padres de Vasco Porcallo de la Cerda, que casó con Teresa de Sotomayor, hija de Gutierre de Sotomayor e Isabel de Henestrosa, y a Violante Gutiérrez de la Cerda y Valverde, y por hijos a Martín Gutiérrez de Valverde y de la Cerda y a Alvar Gutiérrez de Valverde y de la Cerda, X señor de Castellanos.

## Los Valverde en el Nuevo Mundo

### En el Perú
Algunos de estos Valverde pasaron a la América hispana como Fray Vicente de Valverde, (1498-1541), hijo de Francisco Valverde y de  Ana Álvarez de Toledo , hermana del conde de Oropesa, y por tanto sobrino de dichos condes. Acompañó a su pariente Francisco Pizarro en la conquista del Imperio inca del Perú, bautizando entre otros al mismísimo Emperador Atahualpa.
Cuando se instituyó a la Ciudad de Cuzco como sede del primer Obispado en esas tierras americanas (Real Cédula de 8 de enero de 1537), Fray Vicente Valverde fue nombrado primer Obispo (iniciándose el obispado el 8 de septiembre de 1538). Ese mismo año de 1538 se empezó la construcción de la Catedral de Cuzco .
Otro Valverde relevante, fue Francisco de Valverde y Álvarez de Toledo, hermano mayor de Fray Vicente Valverde, reseñado anteriormente, hidalgo de Castilla que sirvió en las guerras de Nápoles a las órdenes de El Gran Capitán, y que también acompañó a Francisco Pizarro en su conquista del Perú.
Este Francisco Valverde y Álvarez, se radicó en Perú, y dio origen a una de las familias más importantes e influyentes del país. Su hijo Francisco de Valverde y Montalvo, que ya era poseedor de numerosas propiedades, tanto rurales como urbanas, casó con Bernardina Fernández de La Cueva, descendiente de  Beltrán de la Cueva, primer Duque de Alburquerque por parte del rey Carlos II, el (14 de abril de 1671) y mediante alianzas matrimoniales se unieron, a mediados del siglo XVIII, con la Casa de Mendoza, siéndoles concedido el Marquesado de San Juan de Buenavista.
Notables descendientes de Francisco Valverde y Montalvo, fueron Vasco de Contreras y Valverde, rector de la Universidad de San Marcos y obispo de Popayán, y Josefa Francisca de Valverde y Costilla, quien unió en su persona todo el patrimonio de los Valverde y de los Costilla, estos últimos, también, riquísimos criollos cusqueños. Josefa Francisca Valverde y Costilla fue condesa de Las Lagunas, (título creado el 1 de marzo de 1715).
El 15 de julio de 1821, el entonces conde de Las Lagunas, firmó, junto al General José de San Martín, el Acta de Independencia de Perú.
Anteriormente, el capitán Manuel de Valverde de Ampuero y de las Infantas, casado con la heredera del condado de Villaminaya, fue propuesto  como jefe de una restaurada monarquía incaica durante el alzamiento cusqueño de 1805 por ser descendiente de Inés Huaylas, hija del emperador Huayna Cápac y hermana del Inca Atahualpa. Este alzamiento estaba patrocinado por Manuel Ubalde y Gabriel Aguilar entre otros.
Cabe reseñar, como dato curioso, que Josefa de Valverde, descendía por línea materna de los Emperadores Incas, ya que su abuelo Francisco de Valverde y Contreras-Ulloa, había casado con Ana de Ampuero Huaylas, hija de Inés Huaylas Yupanqui (n. ? - m. 1559) y de Francisco de Ampuero (su segundo esposo). Inés Huaylas Yupanqui era hija del Inca Huayna Cápac y hermana del Inca Huascar (1527-1532), 13º Inca, cuyo nombre original era Tupac Kusi Huallpa y hermana del también Inca Atahualpa.
Estos Valverde, ostentaron, también, el Marquesado de Torrebermeja creado el 2 de octubre de 1727 por el rey Felipe V, y el Marquesado de Rocafuerte, que les fue concedido el 17 de marzo de 1746 por el mismo rey de España, Felipe V.
E incluso, la hermana de los mencionados capitán Francisco y fray Vicente, doña María de Valverde (quien pasó al Perú junto a ellos), dejó una vasta descendencia de sus tres matrimonios, entre los cuales destacan: Juan Blázquez de Valverde, rector de la Universidad de San Marcos, oidor en Bogotá y en Charcas, y gobernador del Paraguay; Fernando Niño de Guzmán, alcalde ordinario de Lima, y Pedro Niño de Guzmán y de las Cuentas, también rector sanmarquino.
Los Valverde, en Perú, fueron siempre una familia influyente, tanto por su poder político como económico, participando en la gobernación del Virreinato, como Diego González de Valverde, hombre de estado muy influyente en la Corte que fue nombrado Fiscal de Santa Fe y Oidor de Quito y Lima. De 1575 a 1578, desempeñó el cargo de Presidente de la Real Audiencia de Quito, creada el 29 de agosto de 1563 por el Rey de España Felipe II.

### En el resto de América
Otro Valverde relevante en la América hispana, fue Francisco Valverde y Mercado, nombrado Presidente de la Real Audiencia en 1604 y Gobernador de Panamá de 1605 a 1614. Este Valverde fundó, durante su gobierno la ciudad de San Felipe de Portobelo (10 de marzo de 1597), cuyo puerto se convirtió en uno de los enclaves más importantes del Virreinato del Perú para el comercio con la metrópoli, sobre todo en los envíos del "quinto" real del oro y plata del Virreinato. Se le nombró Caballero de la Orden de Santiago en 1634. 
Un familiar lejano de los Valverde, fue Antonio Valverde y Cossío, quien fue nombrado por el rey Felipe V, gobernador de Nuevo México (1717-1722), cuando este territorio estaba aún bajo la Administración de la Corona española.
Otra rama de los Valverde, se afincaron en la República Dominicana, donde acumularon grandes extensiones de tierras, siendo una de las familias terratenientes más importantes del país, participando activamente en la política, consiguiendo uno de ellos, José Desiderio Valverde, la presidencia del gobierno (1857), y en 1858 ser electo Presidente de la República con la ayuda del que había sido primer Presidente,  Pedro Santana, Marqués de las Carreras, quien unos meses más tarde, el propio Pedro Santana, le obligó a abandonar el país, expatriándose en Estados Unidos. De regreso a su país, José Desiderio Valverde aceptó la unión con España promovida por Santana (1861), colaborando con el nuevo gobierno español. Proclamada la Independencia, por segunda y definitiva vez, se expatrió a España, instalándose en Valladolid, adquiriendo numerosas fincas en Tierra de Campos. Regresó a la República Dominicana a muy avanzada edad, donde murió. Está enterrado en el Panteón de Hombres Ilustres del Cementerio 30 de marzo, de la ciudad de Santiago de los Caballeros. 
Un familiar de este expresidente dominicano, José Desiderio Valverde, fue Calixto Valverde y Valverde (n. 1870, m. 1941), catedrático de la Universidad de Valladolid y Diputado en Cortes (1905-1907), por el Distrito de Villalón de Campos, Circunscripción de Valladolid.

## Los Valverde en la actualidad
En nuestros días, muchos personajes han dado lustre a este apellido, ya no solo en la política, la nobleza o en los hechos de armas, sino en otros campos de más actualidad, como el músico Joaquín Valverde Durán (1846-1910) y su hijo Quinito Valverde (1875-1918), compositor español que contribuyó a relanzar la opereta española, llamada "Zarzuela" o género chico, sobre todo en compañía de Federico Chueca, sobresaliendo entre otros éxitos "La Gran Vía", o canciones tan populares como "Clavelitos".
En el mundo de las letras, sobresale el poeta, escritor y traductor José María Valverde (1926-1996), autor de numerosas obras literarias destacando en poesía sus dos "Compilaciones". Como ensayísta destaca especialmente su "Trabajos de Crítica Literaria", y como traductor su versión en castellano del "Ulises" de James Joyce.
También han contribuido en el deporte, con brillantez, personajes tan populares como Alejandro Valverde (n. 1980), ciclista español, ganador de tres medallas del Campeonato del Mundo, consiguiendo sonadas victorias en la Vuelta Ciclista a España y en el Tour de Francia.
En el mundo de las artes, sobresale la actriz María Valverde (n. 1980), conocida por sus apariciones en las películas Melissa P, Los Borgia, Cracks y Tres metros sobre el cielo y novia de Mario Casas.
En el ámbito operistico, tenemos a Marlon Valverde, tenor ecuatoriano, quién encarnó al Libertador Simón Bolívar, en la ópera Manuela y Simón.